# Meet Me at the Fountain
Meet Me at the Fountain er en amerikansk stumfilm fra 1904 af Siegmund Lubin.